# Ogataea philodendri
Ogataea philodendri är en svampart som först beskrevs av Van der Walt & D.B. Scott, och fick sitt nu gällande namn av Y. Yamada, K. Maeda & Mikata 1994. Ogataea philodendri ingår i släktet Ogataea och familjen Pichiaceae.   Inga underarter finns listade i Catalogue of Life.